# Ronald Darby
Ronald Darby (Oxon Hill, 2 gennaio 1994) è un giocatore di football americano statunitense che milita nel ruolo di cornerback per i Jacksonville Jaguars della National Football League (NFL).

## Carriera

### Buffalo Bills

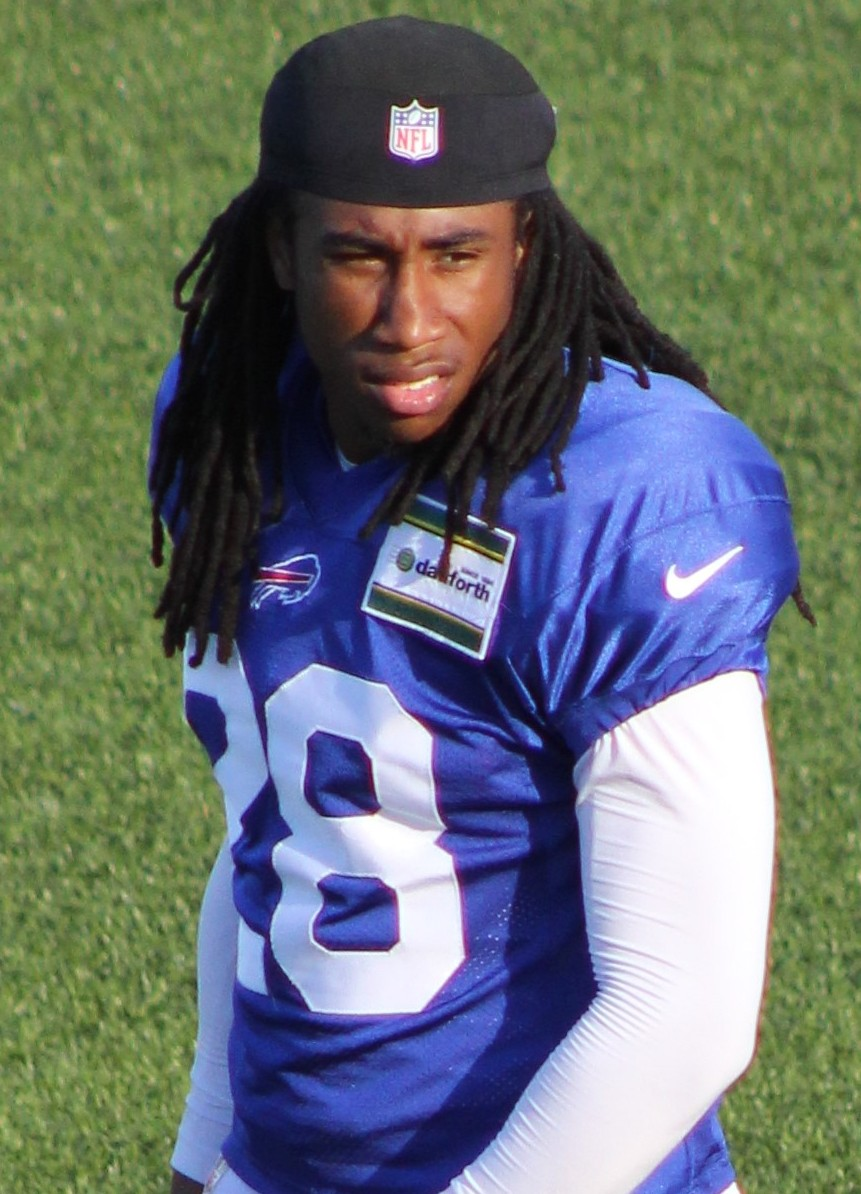
Darby nel 2015

Dopo avere giocato al college a football a Florida State dove vinse il campionato NCAA nel 2013, Darby fu scelto nel corso del secondo giro (50º assoluto) del Draft NFL 2015 dai Buffalo Bills. Debuttò come professionista partendo come titolare nella gara del primo turno contro gli Indianapolis Colts in cui mise a segno sei tackle e il primo intercetto in carriera su Andrew Luck. Dopo le prime tre gare fu premiato come miglior rookie difensivo del mese di settembre, in cui totalizzò 15 tackle e 2 intercetti. La sua prima annata si chiuse con 68 tackle e 2 intercetti, disputando 15 partite, tutte come titolare. La Pro Football Writers Association lo inserì nella formazione ideale dei rookie.

### Philadelphia Eagles
L'11 agosto 2017, Darby venne scambiato con i Philadelphia Eagles, in cambio di Jordan Matthews e una scelta del terzo giro del draft 2018. Nella prima partita con la nuova maglia subì un infortunio alla spalla che lo costrinse a lasciare il terreno di gioco. Il 4 febbraio 2018 allo U.S. Bank Stadium di Minneapolis partì come titolare nel Super Bowl LII vinto contro i New England Patriots per 41-33, il primo trionfo della storia della franchigia.

### Washington Football Team
Darby firmò con il Washington Football Team il 6 aprile 2020, conosciuto ancora come Redskins prima del cambio di denominazione.

### Denver Broncos
Il 16 marzo 2021 Darby firmò con i Denver Broncos.

### Baltimore Ravens
Il 18 agosto 2023 Darby firmò con i Baltimore Ravens dopo l'infortunio del cornerback All-Pro Marlon Humphrey.

### Jacksonville Jaguars
Il 13 marzo 2024 Darby firmò un contratto biennale con i Jacksonville Jaguars.

## Palmarès

### Franchigia
- Super Bowl : 1

Philadelphia Eagles: LII
- National Football Conference Championship: 1

Philadelphia Eagles: 2017

### Individuale
- Rookie difensivo del mese: 1

settembre 2015
- PFWA All-Rookie Team - 2015

## Carriera nell'atletica leggera
Nel 2011 Darby ha partecipato ai campionati del mondo allievi di atletica leggera, vincendo due medaglie.

### Palmarès
| Anno | Manifestazione   | Sede  | Evento            | Risultato | Prestazione | Note                          |
| ---- | ---------------- | ----- | ----------------- | --------- | ----------- | ----------------------------- |
| 2011 | Mondiali allievi | Lilla | 200 m piani       | Bronzo    | 21"08       | Miglior prestazione personale |
| 2011 | Mondiali allievi | Lilla | Staffetta svedese | Oro       | 1'49"87     |                               |